# Cynoglossus dollfusi
Cynoglossus dollfusi is een straalvinnige vissensoort uit de familie van hondstongen (Cynoglossidae). De wetenschappelijke naam van de soort is voor het eerst geldig gepubliceerd in 1931 door Paul Chabanaud.